# Area Progressista
 Area Progressista (AP) est un parti politique italien social-démocrate, fondé en 2017, principalement composé d'anciens membres de Campo Progressista, un mouvement fondé par Giuliano Pisapia mais dont il a déclaré l'échec.
Ses leaders comprennent Michele Ragosta, Adriano Zaccagnini et Luigi Lacquaniti, anciens membres de Gauche, écologie et liberté. Lors des élections générales de 2018, c'est une composante d'Italie Europe Ensemble (avec les socialistes et les Verts) et reçoit le soutien de Romano Prodi. Cependant après des tensions avec Insieme, en janvier 2018, le parti rejoint +Europa en vue des élections générales de 2018.